# Vénéjan
Vénéjan är en kommun i departementet Gard i regionen Occitanien i södra Frankrike. Kommunen ligger i kantonen Bagnols-sur-Cèze som tillhör arrondissementet Nîmes. År 2022 hade Vénéjan 1 262 invånare.

## Befolkningsutveckling
Antalet invånare i kommunen Vénéjan
Referens:INSEE